# Melodorum papuasicum
Melodorum papuasicum är en kirimojaväxtart som först beskrevs av Friedrich Ludwig Diels, och fick sitt nu gällande namn av Nguyên Tiên Bân. Melodorum papuasicum ingår i släktet Melodorum och familjen kirimojaväxter. Inga underarter finns listade i Catalogue of Life.